# Скобелев, Иван Никитич
Ива́н Ники́тич Ско́белев (1778, Симбирская губерния — 19 февраля [3 марта] 1849, Санкт-Петербург) — русский военачальник, генерал от инфантерии (10.10.1843), участник Наполеоновских войн. Писатель из рода Скобелевых. Отец генерала Дмитрия Скобелева, дед генерала Михаила Скобелева.

## Биография
Родился в 1778 году в деревне Новиковка Ставропольского уезда Симбирской губернии. Сын сержанта-однодворца, Скобелев рано лишился отца и детские годы его протекли под присмотром матери, женщины религиозной, в Оренбургском крае, в обстановке крайне бедной. По одним сведениям мать его, Татьяна Михайловна, происходила из дворянского рода Коревых, по другим — была простой крестьянкой, даже не знавшей грамоты.

## Военный
В формуляре указано, что в военную службу он вступил 22 марта 1793 года капралом в Оренбургский 1-й полевой батальон (впоследствии 66-й пехотный Бутырский полк) и скоро обратил на себя внимание начальства и за отличие по службе 1 апреля 1795 года получил чин сержанта; 29 ноября 1795 года вахмистром был переведён в Оренбургский драгунский полк, а 15 апреля 1797 года — в Уфимский мушкетёрский полк, где и получил первый офицерский чин: 1 декабря 1804 года был произведён в прапорщики, а 1 марта 1806 года — в подпоручики.

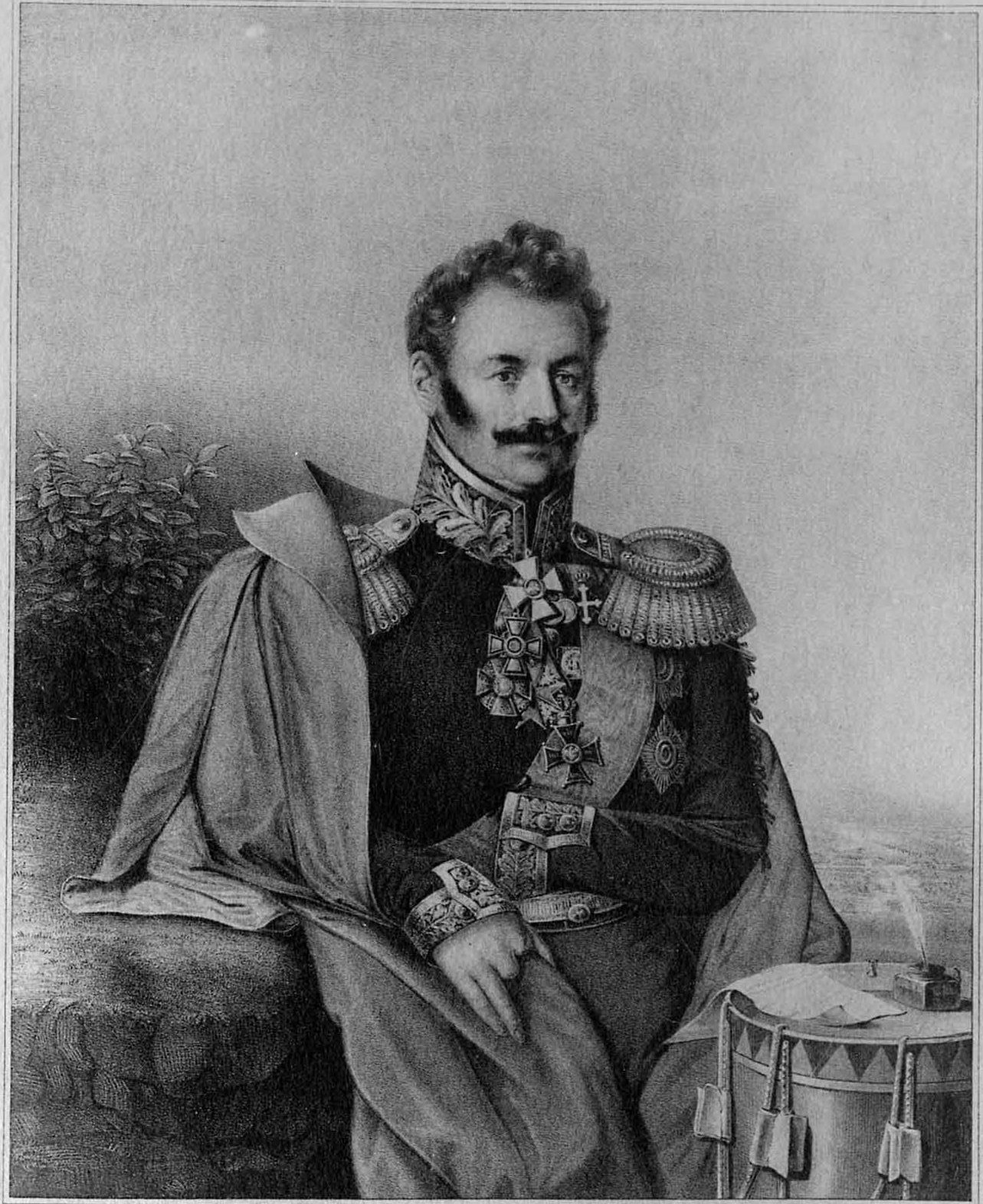

Полковник И. М. Эриксон приблизил его к себе, и Иван Никитич принимал участие в формировании 26-го егерского полка, который в 1807 году начал военные действия в Пруссии против Наполеона. Скобелев зарекомендовал себя в первом же бою, отличившись особенно в битве при Петерсвальде. После заключения Тильзитского мира он участвовал в шведской кампании, за которую награждён был золотой шпагой с надписью «За храбрость» и орденом Святого Владимира 4-й степени с бантом.
В ходе кампании сначала находился под командованием Н. Н. Раевского, а затем с двумя ротами солдат был прикомандирован к полку гусар Я. П. Кульнёва. В битве при Кирке Коуртане Скобелеву оторвало два пальца правой руки, раздробило третий и кроме того он был сильно контужен в грудь. Полученные раны не помешали, однако, Скобелеву принять предложение Н. Н. Раевского отправиться в армию, действовавшую в Болгарии против турок. В этой кампании Скобелев отличился при занятии Силистрии и под Шумлой и получил орден Святой Анны 4-й степени.
Раны и последствия контузии беспокоили его, и в 1810 году Иван Никитич «был уволен по прошению от службы, за ранением и увечьем с мундиром и пенсионом полного жалованья» в чине капитана. Проживал в Санкт-Петербурге, где устроился полицейским приставом. Однако гражданская жизнь длилась недолго.
В 1812 году Скобелев в чине капитана назначается состоять при генерал-фельдмаршале князе Кутузове, который скоро сделал его своим старшим адъютантом. По смерти своего начальника, проводил его останки в Петербург, Скобелев вновь вернулся в действующую армию. Особенно он отличился, отбив вылазку французского гарнизона из крепости Майнца и под Реймсом. В последнем деле Скобелеву удалось со своим Рязанским полком, шефом которого он был, пробиться через неприятельскую кавалерию, отрезавшую его от остального войска, и, вместе с тем, спасти раненого Э. Ф. Сен-При, бывшего на руках рязанцев. За этот подвиг, а также другие, Иван Никитич получил орден Святого Георгия 4-й степени, затем орден Святого Владимира 3-й степени и прусский орден «Pour le Mérite».
6 октября 1817 года Иван Никитич Скобелев был произведён в генерал-майоры. В 1820 году встал на защиту «бунтовщиков» Семёновского полка и на долгое время попал в опалу за своё мнение, что «полиция собственно в армии не надобна».
25 июня 1829 года он был произведён в генерал-лейтенанты. За эти годы Скобелев был сначала командиром 3-й бригады 2-й гренадерской дивизии, затем генерал-полицмейстером первой армии. После был начальником 3-й пехотной дивизии. Но раны давали о себе знать, и в 1830 году Скобелев отправился на излечение в купленную незадолго деревню.
С началом восстания в Польше, Иван Никитич был вызван в войска и назначен начальником 2-й пехотной дивизии. В марте 1831 году, командуя 3-й бригадой гренадерской дивизии и резервными дивизиями 1-го, 2-го и 3-го корпусов, он вступил в пределы Царства Польского. Это был последний военный поход в жизни Скобелева. В сражении при Минске неприятельское ядро раздробило ему левую руку. Её пришлось ампутировать, и в то время, когда врачи производили ему операцию, Скобелев сидел на барабане и диктовал по полку свой прощальный приказ.
Награждённый орденом Святого Георгия 3-й степени, Скобелев отправился в деревню, вернувшись откуда через полгода, получил назначение ответственным за военные поселения, затем членом генерал-аудиториата, инспектором резервной пехоты в Нижнем Новгороде, после комендантом Петропавловской крепости (1839—1849), директором Чесменской богадельни и членом Комитета о раненых. В 1842 году Скобелев получил орден Святого Александра Невского. 10 октября 1843 года он был произведён в генералы от инфантерии, пожалован знаком беспорочной службы, майоратом в Царстве Польском и назначен шефом Рязанского полка.
Умер в Петербурге 19 февраля (3 марта) 1849 года от тифозной горячки. Похоронен на Комендантском кладбище в Петропавловской крепости.

## Писатель
Скобелев был известным в своё время писателем, выступавшим под псевдонимом «русский инвалид». Писал он исключительно на военные темы. Его произведения пользовались большой популярностью, особенно среди военных. Грамоту освоил поздно, по некоторым сведениям, лишь к 19 годам, из-за этого допускал много орфографических ошибок, которые исправлялись его литературными приятелями, например, Н. И. Гречем и другими.
В 1822—1826 годах, будучи в некоторой немилости у начальства (Скобелев заступился за солдат Семёновского полка) и находясь на должности генерал-полицмейстера первой армии, написал несколько жалоб на А. С. Пушкина. В одной из них он называл поэта «вертопрахом» и предлагал «содрать с него несколько клочков шкуры». «Проштыкнулся» — так Скобелев охарактеризовал эти эпизоды позднее.
Первое произведение было издано в 1833 году — «Подарок товарищам, или переписка русских солдат в 1812 году, изданная русским инвалидом Иваном Скобелевым». Книга не осталась незамеченной публикой и критикой. Поэт И. Веревкин даже написал по поводу выхода в свет «Подарка» стихи в честь его автора (в «Северной пчеле», 1833 г., № 207 и то же в «Русской старине», 1898 г., т. XCVII). С 1834 года на страницах «Библиотеки для чтения» начали выходить рассказы «русского инвалида», которые, однако, в ту пору не были окончены из-за нового назначения Скобелева, но в дальнейшем издавались трижды (1838, 1841 и 1844 года). В 1838 были опубликованы «Беседы русского инвалида или новый подарок товарищам».
В 1839 году вышли «Письма из Бородина от безрукого к безногому инвалиду» и в том же году появились две пьесы: «Кремнев, русский солдат» и «Сцены в Москве в 1812 году», которые были поставлены на сцене Александринского театра, и ставились ещё многие годы, в том числе и в провинциальных театрах. Особенным успехом пользовалась первая.
Произведения его отличались довольно низкими художественными достоинствами, так, Виссарион Белинский, несмотря на дружественное и сочувственное отношение к произведениям Скобелева, отмечал, что «творения „русского инвалида“ не подлежат критике в ученом смысле этого слова», однако были довольно популярны. Причиной популярности произведений было совершенное знание русского солдата, «как свои три пальца на последней руке». Отличались его книги оригинальной формой изложения, простотой и правдивостью.
Иван Никитич писал живым простонародным языком, используя чисто солдатский юмор, пословицы. «Я люблю век своей молодости», — говорил Скобелев в одном из своих рассказов, — «помню хорошее, помню дурное, но, признаюсь, не помню ничего лучше русского солдата». Всё мировоззрение самого Скобелева, как он его выразил в своих сочинениях и общественной деятельности, наполнено развитым чувством религиозности и патриотизмом, доходившим до фанатизма.
Несмотря на занятость по военной службе, Скобелев встречался с многими литераторами: А. Ф. Войковым, Ф. В. Булгариным, П. А. Плетневым, С. Н. Глинкой, Н. В. Кукольником и другими. И. С. Тургенев после встречи с генералом-писателем оставил воспоминания: 

Известный Скобелев, автор «Кремнева», всем тогдашним петербургским жителям памятна фигура с обрубленными пальцами, помятым, морщинистым, прямо солдатским лицом и солдатскими не совсем наивными ухватками — тёртый калач, одним словом.
Литературный дар и остроумие наложили отпечаток и на его деловую корреспонденцию, приказы и пр. Прекрасным образцом этому служит «Распоряжение о дезертирах» и «Приказы», изданные отдельной книгой в 1836 году.

## Награды
- Орден Святой Анны 4-й степени (17.02.1808)
- Орден Святого Владимира 4-й степени с бантом (1808)
- Золотая шпага с надписью «За храбрость» (03.08.1809)
- Орден Святого Владимира 3-й степени (18.03.1814)
- Орден Святого Георгия 4-й степени (03.05.1814)
- Орден Святой Анны 1-й степени (19.03.1826)
- Орден Святого Георгия 3-й степени (18.08.1831)
- Знак отличия за Военное достоинство 2-й степени (1831)
- Орден Святого Владимира 2-й степени (22.04.1834)
- Знак отличия беспорочной службы за XXV лет (1835)
- Орден Белого Орла (06.12.1835)
- Золотая табакерка, украшенная алмазами, с портретом Государя Императора (1836)
- Золотая табакерка, украшенная бриллиантами, с вензелем Его Императорского Величества (1837)
- Орден Святого Александра Невского (19.04.1842)

Иностранные:
- Прусский орден «За заслуги» (1814)
- Итальянский орден Святых Маврикия и Лазаря, офицерский крест (1815)

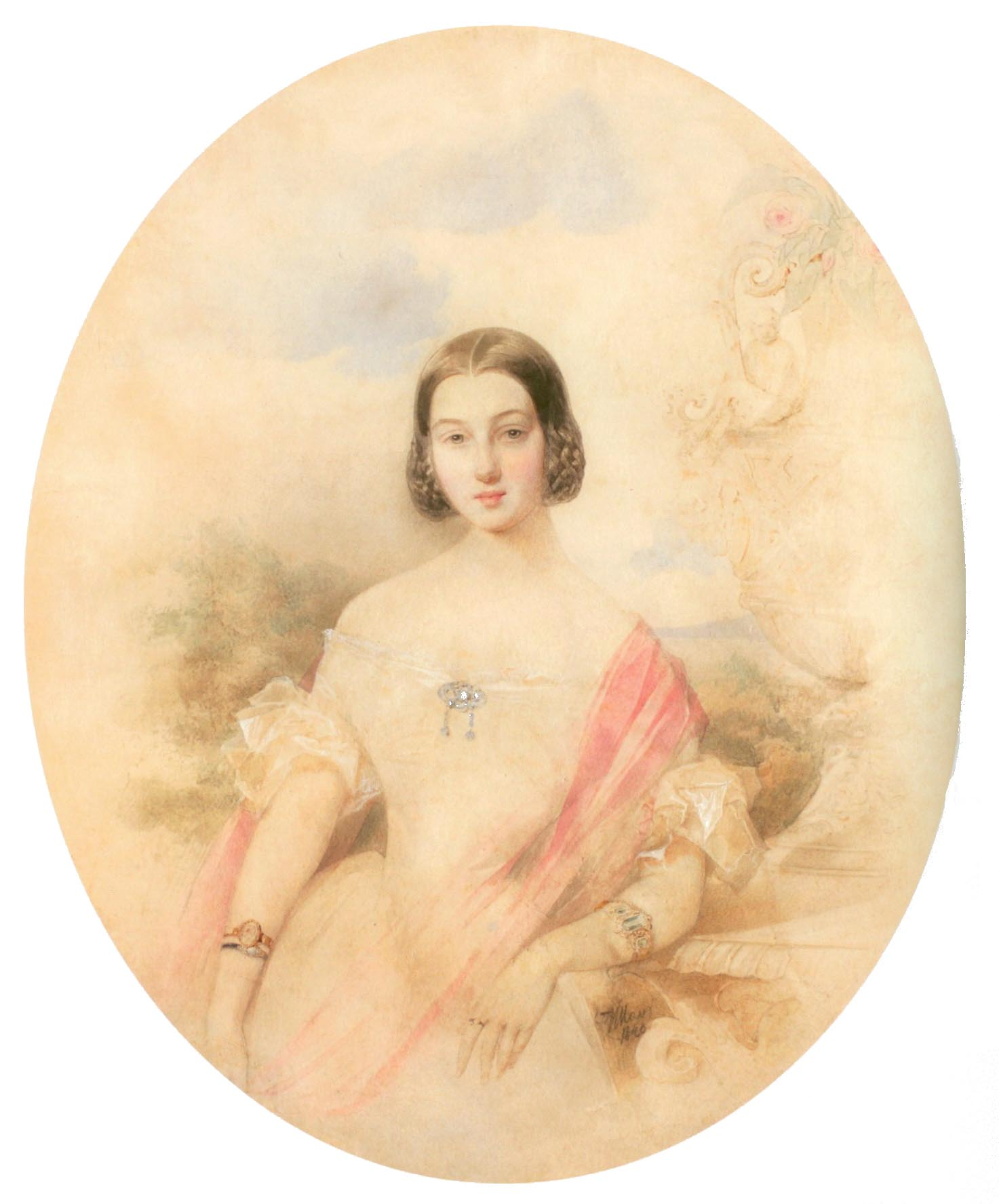
Вера Ивановна Опочинина на акварели В. И. Гау (1840)

## Семья
В конце 1810-х годов (ок. 1818) Скобелев женился на Надежде Дмитриевне Дуровой (1793—13.04.1838), дочери владимирского помещика, в первом браке Исаевой. В своём имении Чернышено (ныне Думиничского района Калужской области) построил Успенскую церковь. По воспоминаниям современника, Скобелев «был видный, высокий, статный мужчина, приятный собеседник, и рассказы его из солдатской и походной жизни были увлекательны. Жена его была довольно дородной, высокой и все ещё красивой женщиной, с довольно хорошим состоянием». Умерла в Петербурге от воспаления легких, похоронена в имении Чернышево. В браке имели девять детей, но только двое из них выжили:
- Дмитрий Иванович (05.10.1820—27.12.1879), генерал-лейтенант.
- Михаил (20.04.1823[4]— ?)
- Вера Ивановна (28.05.1824[5]—1897), фрейлина, с 1840 года замужем за К. Ф. Опочининым (1808—1848); их сын Фёдор, библиофил; дочь — Дарья была морганатической супругой Е. М. Лейхтенбергского; внучка — графиня Д. Е. Богарне.
- Анна Ивановна (02.06.1825[6]— ?)